# Jobim (альбом)
Jobim — студийный альбом бразильского музыканта Антониу Карлоса Жобина, выпущенный в 1973 году на лейбле MCA Records. В Бразилии альбом был издан под названием Matita Perê компанией Philips Records. Продюсером и аранжировщиком выступил Клаус Огерман, с которым Жобима связывало многолетнее сотрудничество в прошлом.
Для обложки альбома использовался рисунок Паулу Херманни Жобина, сына исполнителя.

## Отзывы критиков
| Оценки критиков | Оценки критиков |
| Источник        | Оценка          |
| --------------- | --------------- |
| AllMusic        | [ 1 ]           |

Ричард С. Джинелл из AllMusic написал: «Хотя это один из самых малоизвестных альбомов Жобима, в нём представлено то, что некоторые считают шедевром Жобина, — гипнотически вращающаяся песня „Aguas de Marco“. В основном, однако, пластинка позволяет слушателям увидеть другую сторону Жобина, вдохновлённого Дебюсси/Вилла-Лобосом, создателя мрачных инструментальных поэм и много чего ещё, с инструментальными оттенками, добавленными старым соратником Жобина, Клаусом Огерманом. Предполагалось, что это станет прорывом для Жобина, вырвавшегося за пределы босановы на неизведанную территорию, однако многое из этой, зачастую бесспорно, красивой музыки просто ступает по земле, которую Вилла-Лобос исследовал задолго до этого (особенно „Train to Cordisburgo“). В любом случае, позже Жобин с большим успехом исследовал свою серьезную музу».

## Список композиций
Все песни написаны Антониу Карлосом Жобином.
1. «Águas de Março (Waters of March)» — 3:58
2. «Ana Luiza» — 5:28
3. «Matita Perê» — 7:12
4. «Tempo Do Mar» — 5:14
5. «Mantiqueira Range» — 3:33
6. «Crônica da Casa Assassinada: Trem Para Cordisburgo/Chora Coração/Jardim Abandonado/Milagre e Palhaços» — 10:01
7. «Um Rancho Nas Nuvens» — 4:05
8. «Nuvens Douradas» — 3:18
9. «Águas de Março (Waters of March)» — 3:55

## Участники записи
- Аранжировка, дирижёр — Клаус Огерман
- Бас-гитара — Ричард Дэвис, Рон Картер
- Барабаны, перкуссия — Айрту Морейра, Жуан Пальма
- Вокал, гитара, фортепиано — Антонио Карлос Жобим
- Концертмейстер, скрипка-тенор — Гарри Лукотский
- Звукоинженер — Фрэнк Лайко
- Ударные — Джордж Девен
- Флейта — Дон Хаммонд, Джерри Доджион, Фил Боднер, Рэй Бекенштейн, Ромео Пенке